# Aleksej Gortjakov
Aleksej Ivanovitj Gortjakov, född den 20 maj 1769, död den 12 november 1817, var en rysk furste, bror till Andrej Ivanovitj Gortjakov.
Gortjakov kämpade under Aleksandr Suvorov mot turkarna och polackerna, utmärkte sig i synnerhet vid Pragas stormning och deltog i det schweiziska fälttåget under Korsakov (1799).
1812 blev Gortjakov i Barclay de Tollys ställe krigsminister samt efter krigets slut general i infanteriet och medlem av riksrådet.